# 그대 머무는 곳에
《그대 머무는 곳에》(Cosi come sei, Stay As You Are)는 이탈리아, 스페인에서 제작된 알베르토 라투아다 감독의 1978년 드라마, 멜로/로맨스 영화이다. 나스타샤 킨스키 등이 주연으로 출연하였고 지오바니 베르톨루치 등이 제작에 참여하였다.
1979년 12월 21일 미국에서 한정 극장 개봉되었다. 이 영화는 DVD와 블루레이로 2015년 5월 컬트 에픽스에 의해 출시가 계획되었다.

## 출연

### 주연
- 나스타샤 킨스키

### 조연
- 모니카 랜들
- 바바라 드 로시

## 기타
- 의상: 이본느 사시노 드 네슬레